# Umano, troppo umano
(Friedrich Nietzsche. Prefazione - § 1)
Umano, troppo umano. Un libro per spiriti liberi (Menschliches, Allzumenschliches. Ein Buch für freie Geister) è il primo saggio eminentemente filosofico di Friedrich Nietzsche, pubblicato in due parti tra il 1878 e il 1879.
L'opera si distacca totalmente dai precedenti lavori del filosofo: si tratta difatti di una raccolta di aforismi incentrati specificamente sull'essere umano e sulla sua particolare condizione esistenziale. L'acuta e attenta riflessione nietzschiana sulla "Krisis" in cui si trova l'uomo contemporaneo costituirà uno degli spunti fondamentali per gran parte della riflessione filosofica a venire.

## Origini
Nel 1876 Nietzsche rompe con Richard Wagner, contemporaneamente con l'aggravarsi delle sue condizioni di salute le quali, facendosi sempre più precarie (emicranie e problemi di vista sempre più acuti e frequenti) lo costringono a chiedere un periodo di aspettativa dai suoi doveri accademici presso l'Università di Basilea. Nell'autunno di quello stesso anno, accompagnato dal suo nuovo amico Paul Rée, uno studioso di filosofia di origine ebraica (e pertanto subito inviso ai Wagner, fanatici antisemiti), si reca a Sorrento ospite di Malwida von Meysenbug, ricca mecenate delle arti, e qui inizia a scrivere Umano, troppo umano.
È l'inizio del periodo cosiddetto illuministico del pensiero nietzschiano, favorito anche dai continui e proficui scambi di opinioni con Ree: il libro viene infine dedicato a Voltaire, pensatore che assurge così ad esempio simbolico della figura teorica dello "spirito libero": nella celebrazione della ricorrenza della morte, 1878. All'inizio, invece della prefazione c'era una citazione da un brano del Discorso sul metodo di Cartesio.

### Umano, troppo umano I

#### Prefazione (paragrafi 1-8)
Datata "Nizza, primavera 1886": viene inserita per arricchire ed introdurre ad una ristampa successiva del libro.
- 1-2 L'autore difende la sua "assoluta diversità di sguardo", che gli fa guardare tutte le cose del mondo con un profondo senso di sospetto:"non credo che qualcuno abbia mai guardato nel mondo con un sospetto altrettanto profondo". A causa dell'isolamento interiore che ciò ha prodotto, si è reso pertanto necessario creare/inventarsi poeticamente una figura affine (un discepolo, un compagno, un amico) a cui dà il nome per l'appunto di spirito libero. E a chi volesse accusarlo di "artificiosa menzogna" risponde: la vita stessa vuole inganno, anzi vive eminentemente di quello.
- 3 Lo spirito libero da cosa si è separato e liberato? Dai doveri: rispetto, buona educazione, timore e sensibilità "per tutto ciò che da sempre è venerato e ritenuto degno", gratitudine e certezza nella propria fede. La liberazione arriva in un attimo, come un terremoto, ed ecco nascere la brama e il desiderio di andarsene per conoscere cose nuove, in un'estrema diffidenza verso tutto ciò che prima si amava: un desiderio ribelle e sacrilego lo prende. Il liberato, ora forte e crudele quanto basta, inizia a distruggere, senza più alcun pudore e del tutto arbitrariamente, giocando a far diventar positivo quel che gode di "cattiva fama", strizzando l'occhio a quanto vi è di più "proibito". Nel suo vagabondare in mezzo al deserto, si chiede: Non è possibile forse rovesciare tutti i valori? Il cosiddetto bene non è forse anche e soprattutto male, e dio una raffinata invenzione del diavolo? Non è in fondo tutto quanto fasullo? Se siamo ingannati, allora dobbiamo anche essere sopraffini ingannatori.
- 4 Percorrendo la via di quest'immensa solitudine "che non può fare a meno della stessa malattia", in quanto essa stessa via e mezzo di conoscenza, si cerca la maturità: disciplina e dominio di sé, sovrabbondanza e ricchezza interiore ch'è segno di "grande salute". Ora lo spirito libero vive la vita come fosse un esperimento ed una sempre nuova ed incredibile avventura. "In mezzo vi saranno lunghi anni di convalescenza, pieni di variopinte trasformazioni, dall'incanto doloroso": sciolto oramai dalle catene di amore-odio/bene-male, oltre ogni accettazione e rifiuto, il liberato prosegue il cammino.
- 5 Tutto ora gli appare mutato, ed è grato per ogni esperienza passata che gli ha permesso di giungere fino al punto dov'è ora: immensa sorpresa e felicità, vedere finalmente se stesso, senza alcuna riserva. La malattia che ha dovuto oltrepassare si è rivelata la cura più radicale contro ogni pessimismo (il quale altro non è che tumore idealista e menzognero): ha la saggezza.
- 6 Dovevi diventar pienamente signore di te stesso, e anche delle tue stesse virtù: ora sono uno strumento accanto ad altri, prima invece esse ti dominavano. "Dovevi imparare a capire quanto c'è di prospettico in ogni definizione di valore... e anche quel tanto di stupidità che si riferisce ad ogni contrapposizione di valori" Dovevi imparare a comprendere la necessaria ingiustizia insita in ogni scelta di campo; ingiustizia ch'è elemento fondante dell'esistenza: la vita stessa è condizionata dall'intrinseca ingiustizia d'ogni visione prospettica. Il tuo dovere, spirito liberato, è ora quello di mettere in questione ogni cosa reputata buona e migliore.
- 7 La segreta necessità di questo suo nuovo compito lo dominerà interamente d'ora in poi: ha dovuto sperimentare sia nell'anima che nel corpo le massime contraddizioni, gli stati più miserevoli e felici, come fosse un esploratore di terre sconosciute. Penetrando nel mondo interiore dell'uomo, intrepido, senza rifiutar nulla, conoscendone e purificandone i contenuti
- 8 Un libro certamente difficile, che richiede sensi sottili, per uomini leggeri e sovrabbodanti bisognosi di otium nel senso più alto, coraggioso e forte del termine.

#### Parte prima. Delle prime e ultime cose (aforismi 1-34)
Qui Nietzsche affronta alcune questioni riguardanti la metafisica,in particolar modo riflette sulle sue origini e sulla sua forma espressiva.

#### Parte seconda. Per la storia dei sentimenti morali (aforismi 34-107)
In questa sezione, chiamata così in onore di Ree che stava scrivendo a sua volta un saggio intitolato "L'origine dei sentimenti morali", Nietzsche attacca per la prima volta la teologia morale cristiana.

#### Parte terza. La vita religiosa (aforismi 108-144)
Viene sferrata una forte critica al culto cristiano in toto, definito come religione che vuole ottundere e distruggere le menti, stordire e inebriare i cuori.

#### Parte quarta. Dell'anima degli artisti e degli scrittori (aforismi 145-223)
Nietzsche qui denuncia il concetto di divina ispirazione nell'arte, sostenendo invece ch'essa è risultato di un duro e continuo lavoro espressivo, e nient'altro.

#### Parte quinta. Indizi di cultura superiore e inferiore (aforismi 224-292)
Qui Nietzsche critica Charles Darwin, considerato un ingenuo che ha copiato da Thomas Hobbes. Introduce l'idea del "Freigeist" o spirito libero, il libero pensatore e il suo ruolo all'interno della società civile.

#### Parte sesta. L'uomo nel rapporto con gli altri (aforismi 293-376)
Sezione costituita per lo più da brevi aforismi sull'evoluzione dell'uomo all'interno della cosiddetta civiltà.

#### Parte settima. La donna e il bambino (aforismi 377-437)
Gli aforismi riguardanti le donne in questa sezione hanno dato il via alla vulgata popolare che vuole far essere il filosofo un accanito misogino: la sua conclusione è che lo spirito libero preferisce rimanere celibe, in quanto vuole volare in alto da solo.

#### Parte ottava. Uno sguardo allo Stato (aforismi 438-482)
Qui Nietzsche si occupa di politica, e parla con forza contro la guerra e il nazionalismo imperante in Europa al suo tempo. Parla anche della "razza ebraica".

#### Parte nona. L'uomo solo con se stesso (aforismi 483-638)
Qui gli aforismi sono per lo più brevi e in stile poetico e si potrebbero anche interpretare a volte come autobiografici.

#### Tra amici. Un epilogo (poesia)
È bello tacere insieme,

Più bello ridere insieme, -

Sotto il lenzuolo di seta del cielo,

Appoggiati al muschio e al faggio

Ridere bene e forte con gli amici

Scoprendo i denti bianchi.
Se ho fatto bene, meglio tacere;

Se ho fatto male - meglio ridere

e fare sempre peggio, rider peggio

Sinché non scenderemo nella fossa.
Amici! Sì! Così deve andare?

Amen! E arrivederci!

Nessuna scusa! Nessun perdono!

Concedete voi lieti, voi liberi di cuore

A questo libro irragionevole

Orecchio, cuore e asilo!

Credetemi, amici, non a maledizioni

Si volse per me la mia irragionevolezza!
Quel che io trovo, quel che io cerco -

È mai stato in qualche libro?

Onorate in me la corporazione dei matti!

Imparate da questo libro per matti

Come la ragione venga - "alla ragione"!
Allora amici, così deve andare?

Amen e arrivederci!

### Umano, troppo umano II
1. Prefazione
2. Parte prima. Opinioni e detti diversi
3. Parte seconda. Il viandante e la sua ombra